# Maxillaria brachybulbon
Maxillaria brachybulbon är en orkidéart som beskrevs av Rudolf Schlechter. Maxillaria brachybulbon ingår i släktet Maxillaria och familjen orkidéer. Inga underarter finns listade i Catalogue of Life.